# Sud de Goiás
Le sud de Goiás est l'une des 5 mésorégions de l'État de Goiás. Elle regroupe 82 municipalités groupées en 6 microrégions.

## Données
La région compte 1 305 037 habitants pour 131 579 km².

## Microrégions
La mésorégion du sud de Goiás est subdivisée en 6 microrégions :
- Catalão
- Meia Ponte
- Pires do Rio
- Quirinópolis
- Sud-ouest de Goiás
- Vallée du Rio dos Bois